# Hooper Building
El Hooper Building es un edificio comercial histórico en el centro de Cincinnati (Estados Unidos). Construido según un diseño de un maestro arquitecto, lleva el nombre de un ejecutivo de su primer ocupante, y ha sido nombrado sitio histórico.

## Descripción e historia
Desde su establecimiento hasta 1885, John Church Company operó desde un local en 66 W. 4th Street, vendiendo instrumentos musicales y música impresa. Decidió mudarse en 1885 y en 1893 dispuso la construcción de la estructura actual en la cuadra 100 de 4th Street. El presidente de la empresa era William Hooper en ese momento y, como tal, el nuevo edificio recibió su nombre.
Construido de ladrillo sobre una base de piedra caliza, el Hooper Building de siete pisos presenta una fachada simétrica diseñada en una variante del estilo Reina Ana. : 9 Entre sus temas más destacados está su división en cinco tramos tanto en el frente como en el lado occidental, con los tres tramos centrales empotrados en las esquinas. En el piso superior, los dinteles normales dan paso a una arcada decorada con claves de piedra caliza talladas en forma de volutas. Las hiladas de mampostería dividen el edificio en varios componentes verticales: el segundo y el tercer piso están separados por una gran hilada de cinturón, mientras que los dinteles se colocan a lo largo de la fachada.
En 1976, gran parte de West 4th Street fue designado distrito histórico, el distrito histórico de West Fourth Street, y se agregó al Registro Nacional de Lugares Históricos. Aunque los límites del distrito no incluían el Hooper Building, se amplió hacia el este en 1979,  y el Hooper se incluyó como Propiedad contribuidora en el distrito más grande. : 9 Un año más tarde, el edificio fue inscrito individualmente en el Registro,  debido a su arquitectura histórica bien conservada.  Docenas de otras propiedades en Cincinnati, incluido el edificio de apartamentos Brittany, se agregaron al Registro al mismo tiempo como parte de una presentación de propiedades múltiples de edificios diseñados por Samuel Hannaford. : 10 